# レスリングオセアニア選手権
レスリングオセアニア選手権は、レスリングの国際大会で、オセアニア地域を対象としている。1986年にフリースタイル、1996年にグレコローマンが初開催。1995年からは女子も加わった。

## 歴代優勝国
| 年      | グレコローマン           | グレコローマン   | 男子フリースタイル       | 男子フリースタイル | 女子                     | 女子                            | 階級数   |
| 年      | 開催地                   | 優勝国           | 開催地                   | 優勝国             | 開催地                   | 優勝国                          | 階級数   |
| ------- | ------------------------ | ---------------- | ------------------------ | ------------------ | ------------------------ | ------------------------------- | -------- |
| 1986    |                          |                  | オークランド             | ニュージーランド   |                          |                                 | 10       |
| 1987    | 開催なし                 | 開催なし         | 開催なし                 | 開催なし           | 開催なし                 | 開催なし                        | 開催なし |
| 1988    |                          |                  | メルボルン               | オーストラリア     |                          |                                 | 10       |
| 1989    | 開催なし                 | 開催なし         | 開催なし                 | 開催なし           | 開催なし                 | 開催なし                        | 開催なし |
| 1990    |                          |                  | オークランド             | オーストラリア     |                          |                                 | 10       |
| 1991    | 開催なし                 | 開催なし         | 開催なし                 | 開催なし           | 開催なし                 | 開催なし                        | 開催なし |
| 1992    |                          |                  | ?                        | ニュージーランド   |                          |                                 | 10       |
| 1993/94 | 開催なし                 | 開催なし         | 開催なし                 | 開催なし           | 開催なし                 | 開催なし                        | 開催なし |
| 1995    |                          |                  | メルボルン               | オーストラリア     | メルボルン               | オーストラリア                  | 10/5     |
| 1996    | フッツクレー             | オーストラリア   | フッツクレー             | オーストラリア     | フッツクレー             | オーストラリア                  | 10/10/7  |
| 1997    | マウントマウンガヌイ     | オーストラリア   | マウントマウンガヌイ     | オーストラリア     | マウントマウンガヌイ     | ニュージーランド                | 8/8/5    |
| 1998    |                          |                  | シドニー                 | オーストラリア     |                          |                                 | 8        |
| 1999    | ダニーデン               | ニュージーランド | ダニーデン               | ニュージーランド   | ダニーデン               | 台湾                            | 8/8/4    |
| 2000    | メルボルン               | オーストラリア   | メルボルン               | オーストラリア     |                          |                                 | 8        |
| 2001    | タモン                   | ニュージーランド | タモン                   | ニュージーランド   | タモン                   | グアム                          | 8/8/1    |
| 2002    | コロール                 | オーストラリア   | コロール                 | オーストラリア     | コロール                 | オーストラリア                  | 7/7/6    |
| 2003    | 開催なし                 | 開催なし         | 開催なし                 | 開催なし           | 開催なし                 | 開催なし                        | 開催なし |
| 2004    | デデド                   | 日本             | デデド                   | 日本               | デデド                   | 日本                            | 7/7/5    |
| 2005    | ポンペイ島               | グアム           | ポンペイ島               | ミクロネシア       | ポンペイ島               | グアム                          | 7/7/1    |
| 2006    | サーファーズ・パラダイス | オーストラリア   | サーファーズ・パラダイス | ニュージーランド   | サーファーズ・パラダイス | ニュージーランド                | 5/5/1    |
| 2007    | ハミルトン               | オーストラリア   | ハミルトン               | オーストラリア     | ハミルトン               | オーストラリア                  | 7/7/4    |
| 2008    | キャンベラ               | オーストラリア   | キャンベラ               | オーストラリア     | キャンベラ               | オーストラリア/ニュージーランド | 6/7/3    |
| 2009    | アピア                   | ソロモン諸島     | アピア                   | ニュージーランド   | アピア                   | サモア                          | 5/6/6    |
| 2010    | サモア                   | オーストラリア   | サモア                   | オーストラリア     | サモア                   | オーストラリア                  | 7/7/5    |